# Antonio Vega. Tu voz entre otras mil
Antonio Vega. Tu voz entre otras mil és una pel·lícula documental espanyola del 2014 dirigida per Paloma Concejero on presenta un relat íntim i personal sobre el cantant i compositor espanyol Antonio Vega. No va estar buit de polèmica, ja que la família del cantant manifestà que es va sentir manipulada i hom va arribar a dir que s'havia iniciat un procés de "beatificació" del cantant.

## Sinopsi
Es tracta d'una obra coral, rodada durant quatre anys en els quals l'escriptor Bosco Ussía va gravar la veu d'Antonio Vega revelant aspectes desconeguts de la seva vida i personalitat que mai abans havia desvetllat, així com records i desitjos, gravacions i fotografies inèdites. També hi apareixen els testimonis de la seva mare, els seus germans i la seva esposa, així com la seva banda i un reduït grup d'amics.

## Crítiques
| «                             | "La directora mescla amb cura i rigor en una enlluernadora labor de muntatge l'ingent material que hi ha del músic mort (...) un treball magnífic" | » |
| — Javier Ocaña: Diari El País | |   |

| «                         | "Documental precís i sensible sobre una figura imprescindible del pop espanyol (...) Puntuació: ★★★★ (sobre 5)" | » |
| — Manuel Piñón: Cinemanía | |   |

| «                                | "La cinta és el retrat d'un drogodependent que tocava la guitarra i componia, no la d'un gran músic que tenia les seves addiccions" ... "No hi ha testimoniatges de detractors, ni de crítics que li valorin amb matisos, ni de músics en les seves antípodes estètiques." | » |
| — Víctor Lenore, El Confidencial | |   |

## Nominacions
A les Medalles del Cercle d'Escriptors Cinematogràfics de 2014 fou nominada al millor documental.